# Xã Sugar Bush, Quận Becker, Minnesota
Xã Sugar Bush (tiếng Anh: Sugar Bush Township) là một xã thuộc quận Becker, tiểu bang Minnesota, Hoa Kỳ. Năm 2010, dân số của xã này là 504 người.